# Edgar Peña Parra

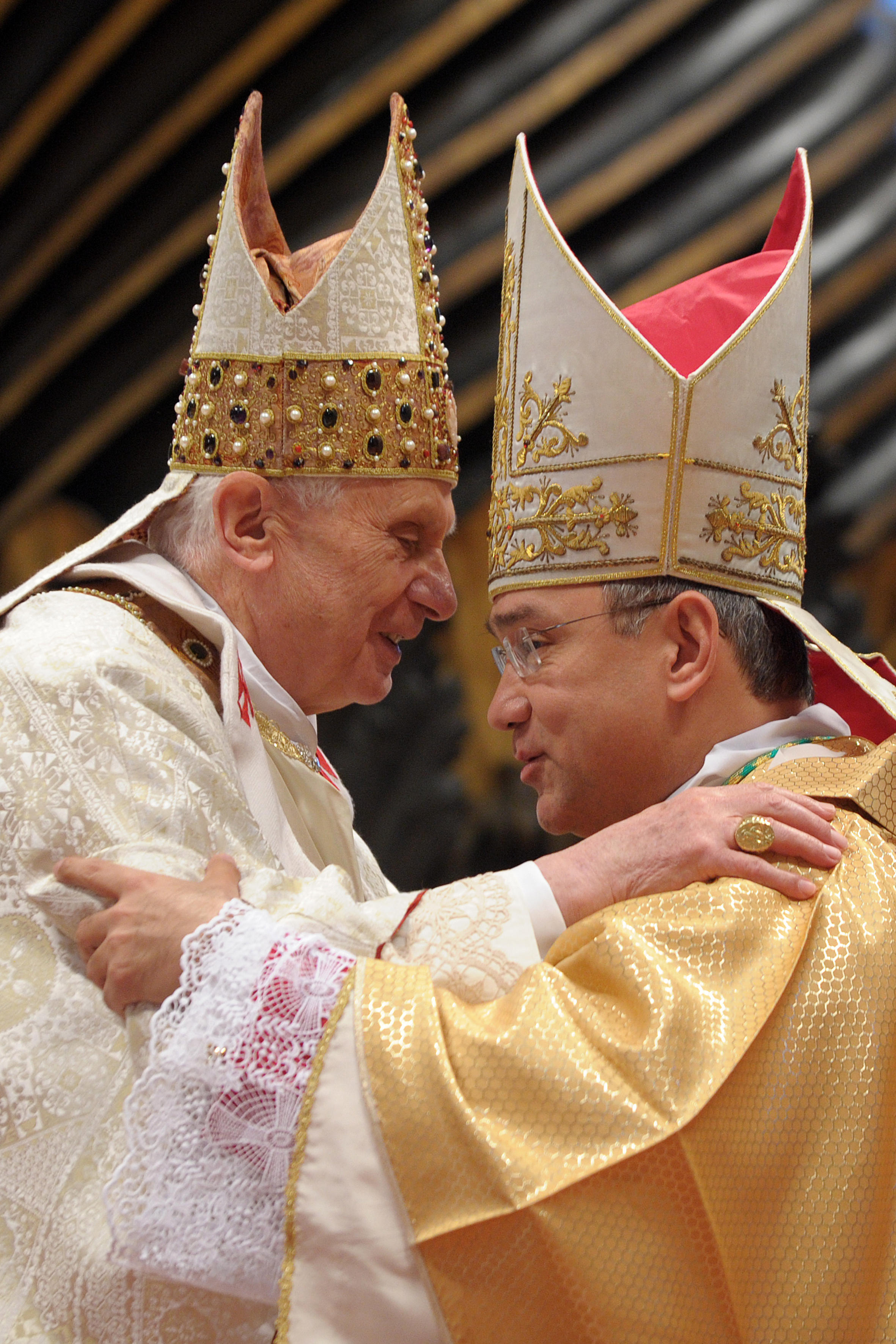
El arzobispo recibiendo la felicitación por su ordenación del papa Benedicto XVI.

Edgar Robinson Peña Parra (Maracaibo, Venezuela, 6 de marzo de 1960) es un arzobispo de la Iglesia católica y es el primer venezolano nuncio apostólico de la Santa Sede.

## Vida

### Primeros años
Nace en la parroquia El Saladillo Maracaibo, de la unión matrimonial de Robinson Peña y Adela Parra de Peña. Su infancia transcurre, junto a sus hermanos, a escasos metros de la Basílica de Chiquinquirá. Realiza los estudios de primaria, en el Colegio Libertador y los 3 años de bachillerato en el Liceo Rafael Belloso Chacin y 2 (4 y 5 año de Bachillerato) en el Liceo Andrés Bello en Maracaibo. El toque vocacional nace en Edgar a los dieciséis años la mañana de un día cualquiera, cuando visitaba la Basílica y atendió a ese llamado ingresando al Instituto Universitario Seminario Santo Tomás de Aquino en San Cristóbal, donde se graduó de Licenciado en Filosofía en el año de 1981.
Marcha a Caracas al Instituto Universitario Santa Rosa de Lima graduándose de Licenciado en Teología el año de 1985.
El 23 de agosto de 1985 fue ordenado sacerdote, por imposición de manos y oración consecratoria de monseñor Domingo Roa Pérez, arzobispo de Maracaibo. Fue párroco en Sierra Maestra, La Rotaria y El Moján.

### Diplomático
Era el año de 1989, cuando la Santa Sede, le propuso al entonces nuncio apostólico en Venezuela, monseñor Luciano Storero, sometiera a consulta entre los obispos venezolanos para postular a sacerdotes para dedicarlo al servicio diplomático de la Santa Sede. El arzobispo de Maracaibo, entonces monseñor Domingo Roa Pérez, propuso al padre Edgar Peña como posible aspirante. Y es así como en 1986, marcha a Roma-Italia.
Edgar Peña se inicia en la Pontificia Academia Eclesiástica, donde obtiene el título de Doctorado en Derecho Canónico, realizando una brillante tesis de grado, publicado por el Vaticano,[cita requerida] intitulada: “Los Derechos Humanos en el Sistema Interamericano a la luz del Magisterio Pontificio”, la cual hoy es tomada como referencia por los estudiosos y analistas en materia de Derechos Humanos de todo el orbe. 
Luego realiza la especialización en Derecho Internacional, en la Pontificia Universidad Gregoriana y en simultáneo adquiría los conocimientos diplomáticos que le brindaba la Academia Diplomática de la Santa Sede. Desde 1993 hasta nuestros días 2010, la misión eclesial del primer diplomático venezolano de la Santa Sede, ahora Monseñor (título otorgado por Juan Pablo II en 1995 en la capital de Kenia Nairobi durante una de sus visitas pontificias al continente africano), continúa.
Desde 1993 hasta 1997 presta sus servicios en la nunciatura apostólica en Nairobi - Kenia, en la cual también representó la Santa Sede ante las Agencias de las Naciones Unidas para el Ambiente (con las siglas UNEP) y para la vivienda conocida como HABITAT. 
De Kenia en África pasa en 1997 y hasta 1999 a la nunciatura apostólica Yugoslavia en Belgrado, en los que le tocó vivir la llamada 'Guerra de los Balcanes' que se inició en 1998 y finalizó en 1999.
De la antigua Yugoslavia, en 1999 monseñor Edgar pasa a la ciudad de Suiza, Ginebra y luego a Sur África. En este período de tres años, hasta 2002 desempeña su labor diplomática en la Misión Permanente de la Santa Sede ante las Naciones Unidas, Organizaciones especializadas y la Organización Mundial del Comercio. 
Del 2002 y hasta el 2005 pasa a ser el consejero en la nunciatura apostólica en Tegucigalpa - Honduras, adquiriendo el conocimiento de la fortaleza y debilidades de los países centroamericanos . 
Y desde el 2006 hasta el 2010 desempeñó su labor diplomáticas en la nunciatura apostólica de México, el segundo país con mayoría católica en América.

## Episcopado

### Nuncio Apostólico en Pakistán
El 8 de enero de 2011 el papa Benedicto XVI nombró a Edgar Peña Parra arzobispo titular de la diócesis de Telepte y le asignó, asimismo, el cargo de nuncio apostólico de Pakistán el 2 de febrero de 2011.
Recibió la ordenación episcopal el 5 de febrero de 2011, en la basílica de San Pedro, a manos del papa Benedicto XVI. Sus co-consagrantes fueron el Angelo Sodano, entonces Decano del Colegio Cardenalicio y Tarcisio Bertone, entonces Secretario de Estado de la Ciudad del Vaticano.

### Nuncio apostólico en Mozambique
El 21 de febrero de 2015, el papa Francisco lo nombró nuncio apostólico en Mozambique.

### Sustituto para los Asuntos Generales de la Secretaría de Estado
El 16 de agosto de 2018 el papa Francisco lo nombró Sustituto para los Asuntos Generales de la Secretaría de Estado, tomando posesión de este cargo el 15 de octubre de ese mismo año.
En 2019 y 2020 se le involucra en el escándalo de los malos manejos de la Secretaría de Estado para la adquisición de un edificio en Londres valuado en 300 millones de Euros.

## Reconocimientos
- Honoris Causa de la Universidad del Zulia. 2011.[7]
- Orden "Juan Pablo II", en su única clase. Otorgada por la Gobernación del estado Zulia
- Orden "Ciudad de Maracaibo", en su primera clase. Otorgada por el Consejo Municipal de Maracaibo.
- Orden "Rafael María Baralt", en su única clase. Otorgada por el Consejo Legislativo del estado Zulia.
- Orden "Cecilio Acosta" y profesor honorario de la Universidad Católica “Cecilio Acosta” (UNICA). 2011.[8]
- Orden "Municipio Mara" en su primara clase. Otorgada por el Alcalde Luis Caldera.
- Orden "Honor al Mérito Civil 8 de Septiembre". Otorgada por la alcaldesa Eveling Trejo de Rosales.[9]
- Caballero de Gran Cruz de la Orden del Mérito de la República Italiana. Otorgada por el presidente Sergio Mattarella.
- Honor de la Cruz de Comandante con Placa de la Orden del Mérito. Otorgada por la presidenta de la República de Hungría Katalin Novák.
- Gran Cruz de la Orden de Manuel Amador Guerrero.